# Антипротон

Кваркова структура антипротона

Антипрото́н — заряджена елементарна частинка, маса якої дорівнює масі протона. Заряд (–4,8·10−10 CGSE) і магнітний момент (–2,793 ядерного магнетона) антипротона дорівнюють цим же величинам у протона, але знаком протилежні. Згідно з кварковою моделлю адронів (див. Кварки), антипротон складається з трьох антикварків; двох u-кварків і одного d-кварка.

## Історія відкриття
Антипротон був уперше виявлений експериментально в 1955 Оуеном Чемберленом, Еміліо Сегре, К. Вігандом (С. Wiegand) і Т. Іпсилантісом (Т. Ypsilantis) з Університету Берклі на прискорювачі протонів із максимальною енергією 6,3 ГеВ. За його відкриття Еміліо Сеґре й Оуен Чемберлен отримали Нобелівську премію з фізики 1959 року.
Унаслідок збереження баріонного числа народження антипротона повинно супроводжуватися народженням протона, тому для народження антипротона необхідно, щоб сумарна кінетична енергія частинок, що стикаються, в системі центру мас перевищувала енергію спокою пари протон-антипротон. Ця умова виконувалася на прискорювачі в Берклі для зіткнення протонів з ядрами мішені.
Дослідження було поставлено таким чином. Пучок протонів із прискорювача падав на мідну мішень, у якій в результаті взаємодії протонів з ядрами міді народжувалися різні частинки. Магніти відбирали негативно заряджені частинки (переважно {\displaystyle \pi ^{-}}-мезони), відхиляючи їх у напрямі черенковських лічильників, що вимірювали швидкість частинок. Ототожнення частинки з антипротоном проводилося за величиною її маси, яка визначалася зі співвідношення між імпульсом (вимірюваним за відхиленням у магнітному полі) і швидкістю частинки. У досліді народжувалося декілька антипротонів на 1011 зіткнень протонів із мішенню.

## Властивості
При відсутності речовини антипротон, як і протон, із дуже високим ступенем точності стабільний. У речовині «час життя» повільного антипротона визначається швидкістю його анігіляції.
Кулонівська взаємодія між антипротонами і ядрами може викликати утворення антипротонних атомів — зв'язаних водневоподібних систем (див. Адронні атоми). На малих відстанях між антипротоном і нуклоном діють ядерні сили тяжіння, які можуть приводити до утворення зв'язаної системи антипротон-нуклон (баріонію). У результаті сильної (ядерного) взаємодії між антипротоном і антинуклонами можуть утворюватися ядра антиречовини, а в результаті електромагнітної (кулонівської) взаємодії між антипротоном і позитроном — атоми антиводню.
Тривале існування антипротона можливе тільки при низькій густині нуклонів — у накопичувачах заряджених частинок, а також у космічному просторі.
Антипротон також анігілює при взаємодії з нейтроном. (Це є одним з експериментальних доказів кваркової будови нуклонів) При цьому, звичайно, має зберігатись електричний заряд.

## Антипротони в космічних променях
Спостереження антипротонів у космічних променях указує на наявність космічних джерел антипротонів. Таким джерелом може бути взаємодія високоенергійних частинок космічних променів із міжзоряною речовиною. Антипротони можуть також народжуватися, наприклад, в оболонці пульсара при взаємодії з її речовиною високоенергійних частинок, що прискорюються магнітним полем пульсара, а також в околиці активного ядра Галактики. У зв'язку з перевищенням спостережуваного потоку космічних антипротонів (особливо в області енергій <1 ГеВ) над очікуваним від природних джерел, обговорювалися такі можливі механізми народження антипротонів, як випаровування первинних чорних дірок, народження антипротонів в розпадах або при анігіляції гіпотетичних важких метастабільних частинок (наприклад, гравітино, фотино), що передбачаються деякими моделями великого об'єднання і супергравітації тощо. Останній механізм може служити основою перевірки за космологічними наслідками таких прогнозів цих моделей, які не можуть бути безпосередньо перевірені в сучасних лабораторних умовах (наприклад, мас гіпотетичних частинок суперсиметрій), але можуть відбиватися в астрофізичних даних, наприклад про поширеність легких елементів у Всесвіті.